# 天鵝群島
天鹅群岛（Islas Santanilla），是洪都拉斯北部加勒比海中的一个群岛，由三个岛屿组成，距洪都拉斯海岸约95英里（153），面積3.1平方（1.2平方英里），属海湾群岛省管辖。

## 歷史
天鹅群岛总面积约8平方公里。美国曾长期对该岛宣称主权，并曾在1960年代在岛上设立天鹅电台，对古巴进行宣传攻势。1972年，随着美国将天鹅电台的设施转移去越南战争战场，该群岛也被正式放弃给洪都拉斯 。

## 地理

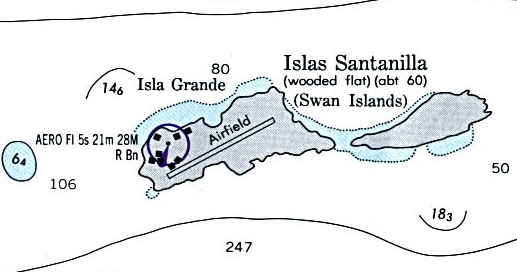
航海圖

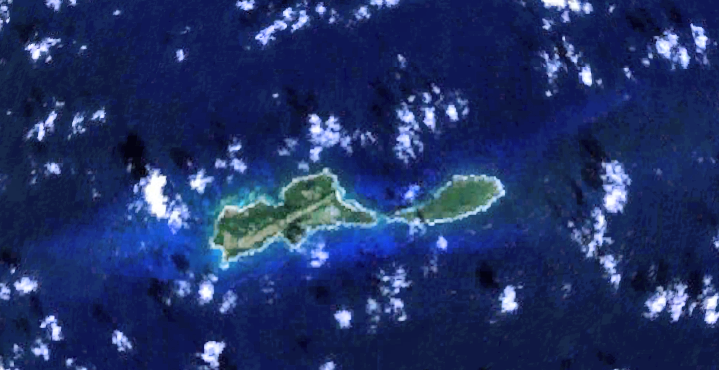
NASA衛星圖

天鵝群島位於洪都拉斯專屬經濟區內，屬於海灣群島省管轄範圍，可分為：
- 大天鵝島（面積2平方千米）
- 小天鵝島（1.2平方千米）
- Booby Cay （90米長，距離大天鵝島西南70米）

此群島上並無常住民，惟有一座洪都拉斯海軍監獄。